# Georges Wolinski
Georges Wolinski (tiếng Pháp: [vɔlɛ̃ski]; 28 tháng 6 năm 1934 – 7 tháng 1 năm 2015) là một nhà văn, một nhà biếm họa. Ông bị bắn chết vào ngày 7 tháng một trong Vụ tấn công Charlie Hebdo cùng với các nhà báo khác.

## Thời niên thiếu
Georges David Wolinski sinh ngày 28 tháng 6 năm 1934 ở Tunis, Tunisia, cha mẹ là người Do thái, Lola Bembaron and Siegfried Wolinski. Cha ông, sinh ra ở Ba Lan, đã bị giết chết năm 1936 khi Wolinski mới 2 tuổi. Mẹ ông là người Tunisia gốc Ý. Gia đình ông di cư sang Pháp vào năm 1945 sau thế chiến thứ Hai. Ông đã học ngành kiến trúc ở Paris, nhưng sau khi tốt nghiệp ông lại theo nghề vẽ hoạt họa.

## Sự nghiệp
Wolinski bắt đầu vẽ biếm hoa cho tạp chí Rustica vào năm 1958, và bắt đầu vẽ những tranh biếm họa chính trị vào năm 1960. Năm 1961, ông vẽ tranh biếm họa chính trị và gợi cảm và truyện vẽ cho báo nguyệt san trào phúng Hara-Kiri và cũng là chủ bút cho tới 1970.
Năm 1968, Wolinski cùng sáng lập báo trào phúng L'Enragé với Jean-Jacques Pauvert và Siné. Vào đầu thập niên 1970, Wolinski cùng với nhà viết truyện hoạt họa Georges Pichard lập ra Paulette. Các tác phẩm của ông cũng được in tại báo hàng ngày Libération, tuần báo Paris-Match, L'Écho des savanes và Charlie Hebdo.
In 2005, ông nhận giải Grand Prix de la ville d'Angoulême tại Angoulême Festival. Cùng năm ông cũng được giải thưởng Bắc Đẩu Bội tinh.

## Cái chết
Wolinski bị giết chết, cùng với 7 đồng nghiệp khác, 2 cảnh sát và 2 người khác, vào ngày 7 tháng 1 năm 2015 trong Vụ tấn công Charlie Hebdo, khi các tay khủng bố hồi giáo quá khích tấn công vào tòa soạn báo Charlie Hebdo ở Paris.